# 亞索帕蒂區

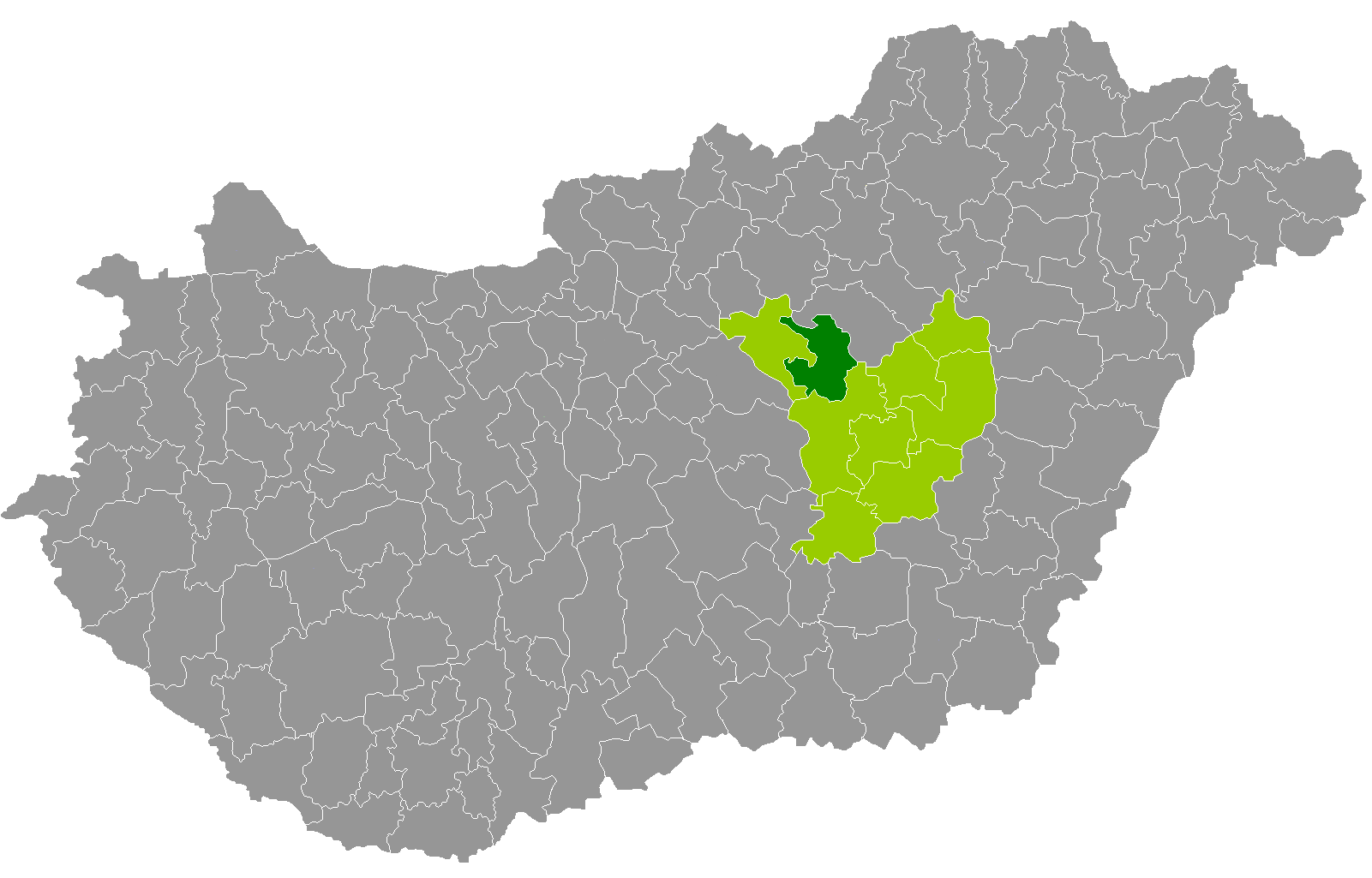

亞索帕蒂區（匈牙利語：Jászapáti járás），是匈牙利亞斯-瑙吉孔-索爾諾克州的一個區，位於該國中部，区府設於亞索帕蒂，面積544平方公里，2011年人口33,172，人口密度每平方公里61人。

## 市镇
亞索帕蒂區包含2个城镇、1个大村和6个村庄。